# Kaitajärvi (sjö i Finland, Lappland, lat 66,42, long 24,78)
Kaitajärvi är en sjö i Finland. Den ligger i kommunen Övertorneå i landskapet Lappland, i den norra delen av landet, 700 km norr om huvudstaden Helsingfors. Kaitajärvi ligger 156,4 meter över havet. Den är 6 meter djup. Arean är 56,9 hektar och strandlinjen är 4,63 kilometer lång. Sjön  ingår i Torne älvs huvudavrinningsområde. 